# 松田寺
松田寺（しょうでんじ）は、埼玉県北葛飾郡杉戸町にある真言宗智山派の寺院。

## 歴史
創建年代は不明である。ただ開基の松田佐左ヱ門は後北条氏の元家臣で、主家滅亡後は当地に定着した。佐左ヱ門は1650年（慶安3年）に没していることから、それより少し前に創建されたものと推測される。地名の「佐左ヱ門」と寺号の「松田寺」は、この松田佐左ヱ門に由来する。
当寺には、1694年（元禄7年）鋳造の梵鐘があった。しかし太平洋戦争中の金属類回収令に基づき、梵鐘は供出させられてしまった。現在ある梵鐘は、1984年（昭和59年）に再鋳したものである。

## 交通アクセス
- 路線バス遠野停留所より徒歩23分。